# Eamonn Brophy
Eamonn Brophy (* 10. März 1996 in Bellshill) ist ein schottischer Fußballspieler, der bei Ross County unter Vertrag steht.

## Karriere

### Verein
Der im Glasgower Vorort Bellshill geborene Brophy spielte zunächst in der Jugendakademie von Celtic. Im Juli 2011 wechselte er innerhalb der U-17-Altersklasse zu Hibernian Edinburgh. Bereits nach einem halben Jahr bei den Hibs wechselte er zu Hamilton Academical. Im Juli 2012 erhielt bei den Accies seinen ersten Profivertrag. Für den damaligen Zweitligisten gab er am 9. April 2013 sein Debüt als Profi gegen Airdrie United. Beim 5:0-Erfolg erzielte er nach seiner Einwechslung für Stevie May das Tor zum Endstand. Bis Januar 2014 spielte er für den Verein insgesamt achtmal in der 2. Liga, bevor er von März bis Mai 2014 an den FC Queen’s Park verliehen wurde. Für den schottischen Viertligisten erzielte er in neun Partien sieben Tore, darunter ein Doppelpack gegen den FC East Stirlingshire. In der Zwischenzeit war Hamilton in die Scottish Premiership aufgestiegen. Dort absolvierte er in der Saison 2014/15 16 Spiele. Von September bis Dezember 2015 war er an den FC Dumbarton verliehen. In 10 Partien traf er einmal gegen den FC Livingston. Nach seiner Rückkehr zu den Accies gelang ihm im Januar 2016 sein erstes Tor in der höchsten schottischen Liga, als er bei einer 1:8-Niederlage gegen Celtic traf. Im August 2017 wechselte Brophy zum FC Kilmarnock.

### Nationalmannschaft
Eamonn Brophy spielte zwischen den Jahren 2014 und 2015 viermal für die Schottische U-19. Am 9. November 2016 gab er sein Debüt in der U-21 gegen die Slowakei. Erst im Jahr 2018 kam er erneut in dieser Altersklasse zum Einsatz. Im Jahr 2019 debütierte er in der A-Nationalmannschaft gegen Zypern.